# Herminia Martínez Amigó
Herminia Martinez Amigo (ur. 31 lipca 1887 w Puzol, zm. 26 września 1936) – błogosławiona Kościoła katolickiego.
Była działaczką Akcji Katolickiej. Została zamordowana razem z mężem. Padła ofiarą antykatolickich prześladowań religijnych okresu wojny domowej w Hiszpanii.
Herminię Martinez Amigo beatyfikował Jan Paweł II w dniu 11 marca 2001 roku jako męczennicę zamordowaną z nienawiści do wiary (łac. odium fidei) w grupie 232 towarzyszy Józefa Aparicio Sanza.